# 8399 Вакамацу
8399 Вакамацу (8399 Wakamatsu) — астероїд головного поясу, відкритий 2 січня 1994 року.
Тіссеранів параметр щодо Юпітера — 3,496.
Названо на честь астронома Вакамацу (яп. わかまつ(若松)).